# Nokia 2650
Il Nokia 2650 è un telefono cellulare GSM Nokia, commercializzato a partire dalla seconda metà del 2004. È stato uno dei pochissimi cellulari Nokia a "forma di conchiglia", ed ottenne grande popolarità principalmente per il suo prezzo contenuto.
Si distingue dal Nokia 2652 per la scocca diversa e per alcune piccole differenze nel software. È comunque possibile digitare *#0000# per capire di quale modello si tratta.

## Caratteristiche tecniche
- Reti: DualBand GSM 900 - 1800 MHz
- Dimensioni: 85 x 46 x 22,9 mm
- Massa con batteria in dotazione: 96,5 g
- Anno di Uscita: 2004
- Batteria: Litio 760 mAh
- Kit Acquisto: batteria, caricabatterie da viaggio, manuale di istruzioni, auricolare
- Autonomia in Standby: 300 ore
- Autonomia in Conversazione: 180 minuti